# Wifredo Ricart
Wifredo Pelayo Ricart Medina Francisco de Borja (Barcellona, 15 maggio 1897 – Barcellona, 19 agosto 1974) è stato un ingegnere spagnolo.
È noto per i suoi studi e progetti nel settore dell'industria automobilistica e aeronautica, specialmente nel settore dei motori aeronautici e per il suo contributo nella progettazione e nella produzione di camion e di automobili, fra cui la famosa Pegaso Z-102.

## Biografia

### Gli inizi
Nacque a Barcellona il 15 maggio 1897, figlio di Marino, direttore della Scuola Nautica José Ricart e Giralt.
Nel 1918 conseguì, a poco più di vent'anni, il Dottorato di ricerca in ingegneria industriale.
Subito dopo iniziò la sua attività lavorativa, come direttore della compagnia Vallet e Fiol, che produceva motori per pompe per acqua ed era al contempo distributrice delle vetture Hispano Suiza.
Ricart si interessò sempre maggiormente di ingegneria automobilistica, e nel 1922 disegnò la sua prima auto caratterizzata da un motore a 4 cilindri, 16 valvole da 1,5 litri molto avanzato per l'epoca.
Due di queste auto parteciparono al Gran Premio di Barcellona per vetturette di quell'anno e una vinse il primo posto nella sua categoria.
Nel 1926, Ricart fondò la propria compagnia, la Motores y Automóviles Ricart e nel mese di ottobre presentò due prototipi della nuova vettura Ricart al Salone di Parigi, guadagnando molti riconoscimenti.
Tuttavia, le difficoltà finanziarie costrinsero Ricard a fondere la sua azienda con quella del magnate industriale Felipe Batlló e a produrre auto con un nuovo marchio, quello di Ricart-España. 
Per questa società progettò un nuovo modello indirizzato al segmento alto del mercato, con un motore da 2,4 litri a 6 cilindri. 
Ancora una volta questa impresa non riuscì a causa della crisi economica generale.

### Il periodo all'Alfa Romeo
Nel 1936 Ricart si trasferì in Italia, a Milano dove iniziò a lavorare per il dipartimento motoristico dell'Alfa Romeo, presso il quale sviluppò alcuni motori per auto da corsa e per aeroplani. 
Dopo l'abbandono della direzione da parte di Vittorio Jano, Ricart divenne capo progettista e sviluppò le vetture da gran premio Tipo 512 e Tipo 162.

### Il ritorno in Spagna

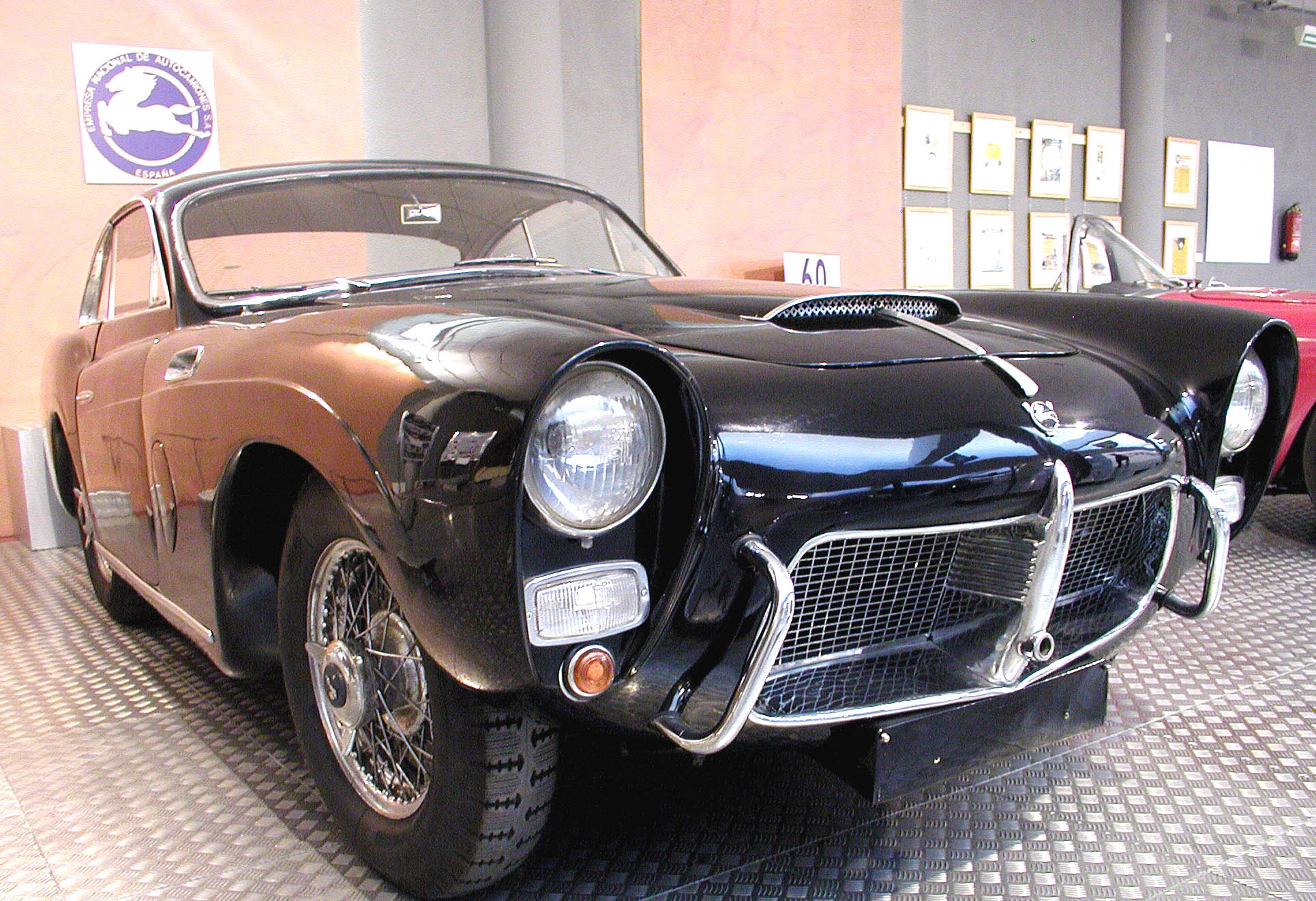
Pegaso Z-102

Ricart tornò in Spagna verso la fine della seconda guerra mondiale.
A Barcellona, fu messo a capo della appena costituita Enasa. 
Il suo progetto più famoso rimane l'auto sportiva Pegaso Z-102, ma Ricart si distinse anche per lo sviluppo di motori innovativi per i  camion e per gli autobus venduti con il marchio Pegaso. 
Ricart si dimostrò più interessato alla ricerca tecnologica che alla gestione economica, per cui nel 1959 lasciò l'ENASA rimanendo come consulente esterno per il resto della sua carriera.